# Urangagung Jedong
Urangagung Jedong is een bestuurslaag in het regentschap Sidoarjo van de provincie Oost-Java, Indonesië. Urangagung Jedong telt 7135 inwoners (volkstelling 2010).